# NGC 6873
NGC 6873 is een open sterrenhoop in het sterrenbeeld Pijl. Het hemelobject werd in 1825 ontdekt door de Duits-Russische astronoom Friedrich Georg Wilhelm Struve.